# المسألة الشرقية

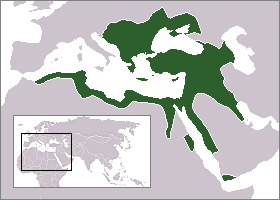
سيطرت الدولة العثمانية على الوطن العربي ومناطق شاسعة في جنوب شرق ووسط أوروبا

المسألة الشرقيّة (بالإنجليزية: Eastern Question) (بالفرنسية: Question de l'orient): هي المسألة التي تعنى بالتحالفات والاستراتيجيات القائمة في أواخر عهد الدولة العثمانية في ما يتعلق بكيفية تقاسم أملاك الدولة في حالة انهيارها. استخدم مصطلح رجل أوروبا المريض كوصف لحالة الدولة العثمانية في القرن التاسع عشر وبداية القرن العشرين، كدلالة على ضعف الدولة وبداية تفسخها، فكان السؤال يطرح عن ما سيحدث في حال انهارت الدولة.
بدء هذا السؤال يطرح بعد هزيمة العثمانيين في الحرب الروسية-العثمانية بين 1768-1774 التي نتج عنها هزيمة العثمانيين وخسارتهم جزءً كبيراً من الأراضي التي كانوا يحكمونها في شمال البحر الأسود، وتفاقمت المسألة مع نهاية القرن التاسع عشر عندما خسرت الدولة العثمانية معظم أراضي البلقان وبدى واضحاً وجود نزعات انفصالية في بعض مناطقها الأخرى.
إنقسم الأوروبيين في خصوص هذه المسألة إلى طرفين، طرفٌ يريد من تسريع انهيار الدولة العثمانية وهو الطرف الروسي وحلفائه، وطرفٌ أخر يتمثل في النمسا وبريطانيا يريد إطالة أمد حياتها تخوفاً من التمدد الروسي الذي قد يحصل في حال إنهار العثمانيون بشكل تام أمام التقدم الروسي العسكري. ظهرت هذه التحالفات جليةً في دعم البريطانيين للعثمانيين في حروبهم مع محمد علي وفي حرب القرم.
بقي الحال هكذا حتى إستئثار جمعية الاتحاد والترقي بالسلطة عام 1913 وتحالفهم مع الألمان ومن ثم دخول الحرب العالمية الأولى ضد الحلفاء الفرنسيين والبريطانيين والروس الذين انضموا للتحالف مع بداية القرن العشرين بسبب ظهور الإمبراطورية الألمانية كخطر مشترك لهم.
إنتهت المسألة الشرقية بشكل نهائي بعد نهاية الحرب العالمية الأولى حيث خسرت الدولة العثمانية الحرب، وتخلت بموجب معاهدة سيفر ولاحقاً معاهدة لوزان عن ممتلكاتها في الشرق الأوسط والبلقان. تم تقاسم أراضي الدولة العثمانية بموجب هذه الإتفاقيات بين الحلفاء وبين دول مستقلة كصربيا وبلغاريا. بينما أخذت تركيا ما بقي من أراضي الإمبراطورية العثمانية في الأناضول والعاصمة إسطنبول والمضائق.

## جذور المسألة الشرقية
بلغت الدولة العثمانية ذروة إتساعها عام 1683، وذلك عندما وصل امتدادها الجغرافي ليشمل أراضي المشرق العربي كافةً والبلقان وهنغاريا، لكن المد العثماني بإتجاه أوروبا توقف بشكل نهائي بعد هزيمة القوات العثمانية في معركة فيينا أمام تحالف الإمبراطورية الرومانية المقدسة والكومنولث البولندي اليتواني، ومعاهدة كارلوفجة التي أنهت الحرب بشكل رسمي عام 1699.
لا تعتبر هذه الهزيمة وهذا التوقف في التمدد بداية للضعف العملي للدولة، حيث أن التراجع الحقيقي لم يبدء إلا بعد الحروب مع روسيا في نهاية القرن الثامن عشر والهزائم التي منيت بها الإمبراطورية العثمانية خلالها.
مما ساهم أيضاً في تسارع الضعف في الدولة العثمانية مقارنة بالدولة العظمى الأخرى هو عصر النهضة الأوروبية وما نتج عنه من تقدم عسكري واقتصادي وعلمي، بينما بقيت أغلب الولايات العثمانية في حالة من الجمود في كافة هذه المجلات من منتصف القرن الثامن عشر وحتى بداية فترة التنظيمات في القرن التاسع عشر التي أتت في محاولة لإيقاف تسارع ضعف الدولة.

## مراحل المسألة الشرقية

### المرحلة الأولى1453-1535
قامت هذه المرحلة على تعميق الحقد والكراهية للرأي العام الأوروبي ضد الدولة العثمانية عبر حملات تحسيسية من طرف الدول والجماعات الدينية والكنيسة المسيحية بتبيان الخطأ العثماني في حق أوروبا من خلال احتلال أوروبا ونشر الإسلام في الناس، لكن الممارسة والتطبيق أصعب من الكلام، حيث جعلت القوة العثمانية من الرغبة الأوروبية في طردها أمرا مستحيلا وبعيد المدى.
كانت الرغبة الدفينة في منأى عن علم العثمانيين بها ؛ فقد كان الوجه الظاهر هو الترحاب والموافقة على نقيض الوجه الآخر.

### المرحلة الثانية (التمهيد)1535-1830
اعتبرت المرحلة تاريخيا تمهيداً للمرحلة الثالثة ألا وهي التنفيذ، فكانت غنية بالامتيازات العثمانية للأوروبيين والبعثات التبشيرية المسيحية والثقافية والتجارية مما وسع مناطق النفوذ الأوروبي في الدولة العثمانية ؛ كان التناسق والتكامل بين مختلف المجالات دقيق ومدروس.
لقد بدأت هذه المرحلة عملياً بعد الامتياز الذي حصلت عليه فرنسا من السلطان العثماني سليمان القانوني في 1535 بإعطائها الحق في حماية المسيحيين الكاثوليك والأماكن المقدسة لهم مثل كنيستي القيامة والمهد. لم تقف كل من بريطانيا وروسيا ساكنتين بل فعلتا نفس الشيء، فتطورت الامتيازات الدينية إلى تجارية فاقتصادية استعداداً للإجهاز على الدولة العثمانية في الوقت المناسب وسلب الامتيازات بناء على المواثيق والعقود الموقّعة.
وهذا الجدول يمثل أهم المعاهدات والامتيازات المبرمة: 
| المعاهدة أو الامتياز   | التاريخ       | الأطراف المشاركة                                                       | المضمون |
| ---------------------- | ------------- | ---------------------------------------------------------------------- | --- |
| كارلو فيتس             | جانفي 1699 م  | الدولة العثمانية مع النمسا                                             | تنازلت الدولة العثمانية عن المجر،كرواتيا وسلوفينيا لصالح النمسا |
| بسارو فيتس             | 1718 م        | الدولة العثمانية مع النمسا                                             | ازالة قلعة آزوف واخلاء البحر الأسود من السفن الحربية الروسية |
| معاهدة كيتشوك كاينارجي | جويلية 1774 م | الدولة العثمانية مع روسيا                                              | - إعطاء روسيا حق حماية الأرثوذكس المسيحيين. - حرية الملاحة في البحر الأسود. - التنازل عن الموانئ الهامة في شمال البحر الأسود لصالح روسيا. - الاعتراف بشبه جزيرة القرم والتخلي عن القلاع والتحصينات. |
| لندن                   | 1840 م        | الدولة العثمانية مع بريطانيا،نمسا،روسيا ومحمد علي                      | الاعتراف لمحمد علي باشا بحكم مصر ووراثة أسرته والانسحاب من جميع الولايات العثمانية التي احتلها |
| معاهدة باريس           | 30 مارس 1856  | الدولة العثمانية مع روسيا والنمسا                                      | - الاعتراف بالمساواة التامة بين الرعايا على اختلاف الأديان والمذاهب. - إعلان حرية الملاحة في نهر الدانوب. - تمتع منطقة الدانوب بالاستقلال الذاتي.                                                   |
| سان ستيفانو            | 3 مارس 1878 م | الدولة العثمانية مع روسيا                                              | - تحصل روسيا على بيسارابيا. - منح الحكم الذاتي لبلغاريا. - التنازل على أجزاء من أرمينيا لروسيا. - الاعتراف باستقلال رومانيا،صربيا والجبل الأسود.                                                    |
| معاهدة برلين           | 1878 م        | الدولة العثمانية مع روسيا،النمسا،بريطانيا،المجر،فرنسا،إيطاليا وألمانيا | - منح النمسا إدارة البوسنة والهرسك. - منح روسيا أرداهان،كارس وباطوم. - حصول بريطانيا على قبرص. - اتفاق سري بين بريطانيا وفرنسا حول مصر وتونس.                                                       |
| اتفاق 1838 م           | 1838 م        | الدولة العثمانية وبريطانيا                                             | السماح لبريطانيا بفتح قنصلية بفلسطين ورعاية اليهود وبناء كنيسة بروتستانتية. |
| امتياز صيد المرجان     | 1650 م        | الدولة العثمانية وفرنسا                                                | امتياز صيد المرجان في الساحل الشرقي للجزائر لشركة لانش الفرنسية. |
| امتياز قناة السويس     | 1854-1869     | الدولة العثمانية مع فرنسا                                              | امتياز حفر قناة السويس للشركة الفرنسية العالمية، تربط البحر الأبيض المتوسط بالبحر الأحمر. |

### المرحلة الثالثة (التنفيذ)1830-1870
مرحلة التصفية والاقتسام في البلقان بالاستقلال أو الحكم الذاتي بضغط سياسي أو تدخل عسكري عند الضرورة (كحرب اليونان وحرب القرم) بإجبار الدولة العثمانية على منح الاستقلال للدويلات البلقانية بهدف الانفصال لاحقا حيث طُبِِّقت سياسة القومية، كما احتلال للأراضي العثمانية الممتدة في الوطن العربي وشمال أفريقيا.
لكن عملية التنفيذ لم تنته بعد في ظل الضعف والتدهور المستمر للدولة العثمانية وتفاقم الهجمات الاستعمارية الأوروبية عليها.